# Марко Вучетић
Марко Вучетић (Београд, 24. јуна 1986) српски је фудбалер.

## Трофеји и награде
Инђија
- Прва лига Србије : 2009/10.[6]